# Сіалес (Пуерто-Рико)
Сіалес (ісп. Ciales, МФА: [ˈθjales]) — муніципалітет Пуерто-Рико, острівної території у складі США. Заснований 24 червня 1820 року.

## Географія
Площа суходолу муніципалітету складає 172 км² (11-е місце за цим показником серед 78 муніципалітетів Пуерто-Рико).

## Демографія
Станом на 2010 рік на території муніципалітету мешкало 18 782 ос.
Динаміка чисельності населення:

## Населені пункти
Основним населеним пунктом муніципалітету Сіалес є однойменне місто:
| Населений пункт | Статус | Населення :   | Населення :   | Населення :   |
| Населений пункт | Статус | на 01.04.1990 | на 01.04.2000 | на 01.04.2010 |
| --------------- | ------ | ------------- | ------------- | ------------- |
| Сіалес          | Місто  | 3 370         | 3 082         | 2 591         |